# Anna Haag
Anna Margret Haag nata Hansson (Skinnskatteberg, 1º giugno 1986) è una fondista svedese, olimpionica nella staffetta a Soči 2014 e vincitrice di tre medaglie d'argento, due ai XXI Giochi olimpici invernali di Vancouver 2010 (nella 15 km a insegumento e nella sprint a squadre a tecnica libera) e una ai XXIII Giochi olimpici invernali di Pyeongchang 2018 (29ª nella 30 km, nella staffetta) e di varie medaglie iridate.
In seguito al matrimonio ha assunto anche il cognome del coniuge e si è iscritta alle gare come Anna Jönsson Haag.

## Biografia

### Stagioni 2003-2009
Ha iniziato a gareggiare a livello internazionale nel 2003, diciassettenne, e ha debuttato in campo internazionale ai Mondiali juniores del 2005 a Rovaniemi, senza ottenere risultati di rilievo. In Coppa del Mondo ha esordito il 18 novembre 2006 nella 10 km a tecnica libera di Gällivare (78ª) e ha ottenuto il primo podio il 23 novembre 2008 nella medesima località, in staffetta (3ª).
Nella stessa stagione ha partecipato ai suoi primi Mondiali, a Liberec in Repubblica Ceca, dove ha preso parte a due gare. Scelta come terza frazionista nella staffetta 4x5 km, ha marcato il quinto tempo di frazione (13:09,3) contribuendo alla conquista del bronzo da parte della squadra svedese, sua prima medaglia in carriera ai Campionati mondiali. Due giorni più tardi ha gareggiato nella 30 km a tecnica libera e ha chiuso al 25º posto, a quasi quattro minuti dalla vincitrice Justyna Kowalczyk.

### Stagioni 2010-2011
Il 21 novembre 2009 nella 10 km a tecnica libera di Beitostølen ha ottenuto il primo podio individuale in Coppa, terza dietro a Marit Bjørgen e alla connazionale Charlotte Kalla; il giorno successivo, nella medesima località, ha conquistato la prima vittoria, in staffetta. Nel prosieguo della stagione ha collezionato altri piazzamenti tra le prime dieci e ha chiuso l'annata al 14º posto in classifica generale e in 11ª posizione nella classifica di distanza.
In febbraio ha partecipato per la prima volta ai Giochi olimpici invernali; a Vancouver 2010 ha gareggiato in tre prove: la 10 km a tecnica libera, l'inseguimento e la sprint a squadre. Il 15 febbraio nella 10 km, vinta dalla compagna di squadra Kalla, ha chiuso al quarto posto, staccata di cinque secondi dalla Bjørgen, bronzo. Quattro giorni più tardi, nella gara a inseguimento vinta dalla Bjørgen, ha conquistato l'argento - prima medaglia olimpica in carriera - battendo in volata Justyna Kowalczyk (bronzo) e Kristin Størmer Steira. Il 22 febbraio si è aggiudicata, in coppia con la Kalla, la medaglia d'argento nella sprint a squadre; davanti a loro solamente la squadra tedesca.
Durante la stagione 2010-2011 ha ottenuto diversi piazzamenti nelle prime posizioni, tra i quali la prima vittoria di tappa in una competizione intermedia di Coppa: il 3 gennaio 2011 nell'inseguimento di Oberstdorf valida per il Tour de Ski 2011. Ai Mondiali di Oslo ha conquistato l'argento nella staffetta e a fine stagione è risultata 11ª nella classifica generale e 8ª in quella di distanza.

### Stagioni 2012-2020
Ai Mondiali della Val di Fiemme 2013 ha vinto l'argento nella staffetta, mentre l'anno successivo, ai XXII Giochi olimpici invernali di Soči 2014, ha conquistato l'oro nella staffetta e si è classificata 20ª nella 10 km e 11ª nella 30 km.
Ai Mondiali di Falun 2015 si è classificata 14ª nella 30 km; due anni dopo ai Mondiali di Lahti 2017 ha vinto la medaglia d'argento nella staffetta e si è classificata 5ª nella 10 km, 9ª nella 30 km e 17ª nello skiathlon. Ai XXIII Giochi olimpici invernali di Pyeongchang 2018 si è classificata 32ª nello skiathlon e 2ª nella staffetta.

## Palmarès

### Olimpiadi
- 4 medaglie:
  - 1 oro (staffetta a Soči 2014)
  - 3 argenti (insegumento, sprint a squadre a Vancouver 2010; staffetta a Pyeongchang 2018)

### Mondiali
- 4 medaglie:
  - 3 argenti (staffetta a Oslo 2011; staffetta a Val di Fiemme 2013; staffetta a Lahti 2017)
  - 1 bronzo (staffetta a Liberec 2009)

### Mondiali juniores
- 1 medaglia:
  - 1 argento (staffetta a Kranj 2006)

### Coppa del Mondo
- Miglior piazzamento in classifica generale: 11ª nel 2011
- 7 podi (2 individuali, 5 a squadre):
  - 1 vittoria (a squadre)
  - 2 secondi posti (a squadre)
  - 4 terzi posti (2 individuali, 2 a squadre)

#### Coppa del Mondo - vittorie
| Data             | Luogo       | Paese    | Disciplina                                                |
| ---------------- | ----------- | -------- | --------------------------------------------------------- |
| 22 novembre 2009 | Beitostølen | Norvegia | 4x5 km (con Anna Olsson, Sara Lindborg e Charlotte Kalla) |

#### Coppa del Mondo - competizioni intermedie
- 1 podio di tappa:
  - 1 vittoria

##### Coppa del Mondo - vittorie di tappa
| Data           | Località   | Nazione  | Competizione | Disciplina |
| -------------- | ---------- | -------- | ------------ | ---------- |
| 3 gennaio 2011 | Oberstdorf | Germania | Tour de Ski  | 10 km PU   |

Legenda:

PU = inseguimento